# Monochamus pictor
Monochamus pictor es una especie de escarabajo longicornio del género Monochamus, familia Cerambycidae. Fue descrita científicamente por Bates en 1884.
Esta especie se encuentra en Camerún, Guinea Ecuatorial, Uganda y República Democrática del Congo.